# Wall (Unix)
wall – uniksowe narzędzie powłokowe. Nazwa polecenia pochodzi od write to all. Program wypisuje zawartość podanego jako parametr pliku (może też czytać ze stdin) na konsole wszystkich zalogowanych użytkowników.
```
$echo test 1-2-3 | wall
```

```
Broadcast Message from emergie@rarog
        (/dev/pts/10) at 15:38 ...

test 1-2-3
```